# 粉被金合欢
粉被金合欢（学名：Acacia pruinescens）为豆科金合欢属的植物。分布于越南、缅甸以及中国大陆的云南等地，生长于海拔580米至2,200米的地区，一般生长在河谷中，目前尚未由人工引种栽培。

## 异名
- Acacia pruinescens Kurz var. luchunensis C. Chen et H. Sun